# Skantili
Skantili (grekiska: Σκαντίλι) är en mindre ö i Grekland. Den ligger söder om Skantzoura i ögruppen Sporaderna och regionen Thessalien, i den östra delen av landet, 120 km norr om huvudstaden Aten. Arean är 0,28 kvadratkilometer.